# Шеврие де Корселль, Мари-Луи-Феликс
Мари Луи Феликс Шеврие де Корселль (31 декабря 1782, Бурк-ан-Брес — 20 января 1855, Лион) — французский политический деятель, юрист и научный писатель, автор работ по политологии и философии. 
Родился в семье королевского советника. Образование получил в Центральной школе Эйна, где одним из его преподавателей был Андре-Мари Ампер; после завершения обучения получил диплом юриста. Вскоре после этого был назначен заместителем императорского прокурора в Лионе, затем председателем гражданского суда первой инстанции в Бурке. В 1825 году опубликовал свою первую научную работу. 
В Палату депутатов был впервые избран 17 ноября 1827 года первым от своего округа. Во время Реставрации династии Бурбонов и Июльской монархии принадлежал в парламенте к партии умеренных роялистов, был политическим противником Корменена. 23 июня 1830 года был переизбран, выказал свою полную лояльность Луи Филиппу, был успешно переизбран 5 июля 1831 года, сохранив мандат до 1834 года. В 1845 году стал почётным председателем суда в Бурке.
Главные работы: «Essai sur les abstractions» (Бурк, 1825); «Quelques idées sur le projet de la constitution» (Лион, 1815); «Observations sur les principales questions qui doivent faire partie du code rural» (Париж, 1837, в соавторстве с A. Puvis).